# Jordi Rabasa i Frigola
Jordi Rabasa i Frigola   (Martorelles, 1950) és un antic empresari del sector de la motocicleta català. Fill del germà del fundador de Derbi Josep Rabasa i, per tant, cosí germà del directiu de l'empresa vallesana Andreu Rabasa, durant la dècada del 1970 compaginà la seva feina de directiu a Derbi amb la pràctica del trial, esport en què destacà com a pilot oficial de Montesa. Més tard, abandonà l'empresa familiar per a fundar, juntament amb els també treballadors de Derbi Ramon Mira i Joan Ruiz, l'empresa fabricant de motocicletes de trial Mecatecno.
Durant la seva etapa a Derbi (de 1972 a 1978), Rabasa fou el responsable de competició de la marca i treballà, entre d'altres, en el disseny i desenvolupament de les motocicletes de motocròs de 75 cc amb què Derbi s'estrenà al campionat d'Espanya de 1975 amb gran èxit. Més tard, quan ja havia creat Mecatecno, fou el descobridor de Marcel·lí Corchs, a qui fitxà el 1980 com a pilot principal de la seva marca.

## Palmarès al Campionat d'Espanya de trial
Font:
| Any  | Motocicleta | Posició |
| ---- | ----------- | ------- |
| 1970 | Montesa     | ?       |
| 1971 | Montesa     | 8è      |
| 1972 | Montesa     | 6è      |
| 1973 | Montesa     | 9è      |
| 1974 | Montesa     | 6è      |